# Leopold F. Gruner
Leopold Fedorovich Gruner (1839 - ? ) fue un botánico, y micólogo alemán; especialista en la familia de los pastos.

## Algunas publicaciones
- 1872. Zur characteristik der Boden und Vegetationsverhältnisse des Steppengebietes und der Dniepr und Konka-Niederung unterhalb Alexandrowsk (Gouv. Jekaterinoslaw) ( Características de las diferentes condiciones del suelo y la vegetación de la región de la estepa y el Dnieper y las tierras bajas por debajo de Konka Alexandrovsk).

### Libros
- 1868. Plantae Bakuenses Bruhnsii = Verzeichniss der von dem Prov. Alexander Bruhns auf der Insel Sswätoi und der Halbinsel Apscheron während der Jahre 1863-1865 gesammelten Pflanzen ( Lista de la Provincia. Alexander Bruhns Sswätoi en la isla y la península durante los años 1863-1865 las plantas coleccionadas Apscheron). Ed. Buchdruckerei der Kaiserlichen Universität, Moscú. ii + 84 pp. Con Alexander Bruhns en línea
- 1868. Enumeratio plantarum, quas anno 1865 ad flumina Borysthenem et Konkam Inferiorem in Rossiae australis provinciis Catherinoslaviensi et Taurica collegit
- 1864. Versuch einer Flora Allentackens und des im Süden angrenzenden Theiles von Nord-Livland: (Abhandlg zur Erlangung d. Magisterwürde) ( Intento de Flora Allentackens y adyacente a la porción sur de Norte Livonia (m. Abhandlg para obtener el grado de maestría). Ed. Laakmann. 156 pp.